# 규암 유대칭 묘
규암 유대칭 묘는 충청남도 부여군 규암면에 있다. 2016년 12월 31일 부여군의 향토문화유산 제133호로 지정되었다.